# الناوسية
الناوسية هي طائفة شيعية، وهذه الطائفة تسمى الناوسية لأنهم لقبوا برئيس لهم يقال له عجلان بن ناوس من أهل البصرة.
وهم يسوقون الإمامة إلى محمد الباقر وأن محمد الباقر قد نص على إمامة جعفر الصادق، ويعتقدون أن جعفر الصادق حي لم يمت ولا يموت حتى يظهر أمره وهو القائم المهدي، وليس لهم وجود في أيامنا ولم يصل عنهم أي مؤلفات أو أعمال تخص أفكارهم غير أنهم فقط ذكروا في كتب مؤرخي الملل والنحل.